# Canarisch voetbalelftal (mannen)
Het Canarisch voetbalelftal is een team van voetballers dat de Spaanse Canarische Eilanden vertegenwoordigt bij internationale wedstrijden. De Canarische Eilanden is geen lid van de FIFA en de UEFA en is dus uitgesloten van deelname voor het WK en het EK.

## Bekende (oud-)spelers
- Ángel López
- David Silva

## Recente uitslagen
| Jaar          | Tegenstander | Uitslag |
| ------------- | ------------ | ------- |
| februari 1996 | Venezuela    | 5 - 1   |
| december 1998 | Letland      | 4 - 0   |
| december 1999 | Joegoslavië  | 2 - 2   |
| mei 2002      | Venezuela    | 0 - 2   |
| december 2007 | Angola       | 2 - 0   |

1 CONCACAF-lid · 2 geassocieerd CAF-lid · 3 geassocieerd OFC-lid · 4 geassocieerd AFC-lid